# Mainar
Mainar ist ein spanischer Ort und eine Gemeinde (municipio) mit nur noch 171 Einwohnern (Stand: 2024) im Süden der Provinz Saragossa in der Autonomen Gemeinschaft Aragonien. Die Gemeinde gehört zur bevölkerungsarmen Serranía Celtibérica.

## Lage und Klima
Mainar liegt ca. 60 km (Fahrtstrecke) südwestlich der Provinzhauptstadt Saragossa in einer Höhe von ca. 865 m. Ein jährlicher Niederschlag von 467 mm hat ein gemäßigtes Klima zur Folge.

## Bevölkerungsentwicklung
| Jahr      | 1970 | 1981 | 1991 | 2001 | 2011 | 2021 |
| Einwohner | 236  | 173  | 184  | 180  | 164  | 162  |

## Sehenswürdigkeiten
- Kirche Santa Ana (Iglesia de Santa Ana) aus dem 16. Jahrhundert
- Andreaskapelle

## Persönlichkeiten
- Lamberto Funes (1912–1983), Musiker